# Râul Lupului, Bahlui
Râul Lupului este un curs de apă, afluent al râului Bahlui. 